# Новозеландский симфонический оркестр
Новозеландский симфонический оркестр (англ. New Zealand Symphony Orchestra) — симфонический оркестр, основанный в Новой Зеландии в 1946 г. и базирующийся в Веллингтоне. Первоначально работал в составе Новозеландской радиовещательной корпорации NZBC, в настоящее время контролируется Правительством Новой Зеландии.
Оркестр много записывается, особенно в последние годы; среди этих записей обычно присутствует хотя бы один диск с произведениями новозеландских композиторов в год. Другие заметные записи — все сюиты Жюля Массне (дирижёр Жан Ив Оссонс), три диска с произведениями Эдуарда Элгара, а с приходом в 2008 году на пост музыкального руководителя финского дирижёра Пиетари Инкинена — сочинения Яна Сибелиуса и Эйноюхани Раутаваара.

## Руководители оркестра
- Андерсон Тайрер (1947—1950)
- Майкл Боулз (1950—1953)
- Уорвик Брейтуэйт (1953—1954)
- Джеймс Робертсон (1954—1957)
- Джон Хопкинс (1957—1963)
- Хуан Маттеуччи (1964—1968)
- Брайан Пристман (1973—1975)
- Франц Пауль Деккер (1991—1996)
- Джеймс Джадд (1999—2007)
- Пиетари Инкинен (2008—2015)
- Эдо де Варт (2016—2019)
- Хэмиш Маккич (с 2020)